# Mattanza di Cholula
La mattanza di Cholula (in spagnolo: matanza de Cholula) fu una strage compiuta dai conquistadores spagnoli guidati da Hernán Cortés nel 1519 mentre i soldati europei si dirigevano alla volta di Tenochtitlán. Lo storico Francisco López de Gómara affermò che il massacro iniziò dopo l'uccisione dei comandanti Choluteca e che proseguì con l'eliminazioni di circa seimila aztechi nell'arco di poche ore. Cortés giustificò il suo operato scrivendo che il massacro avrebbe prevenuto un'imboscata ai danni dei suoi uomini da parte di un esercito di composto da ventimila aztechi; tuttavia, le testimonianze raccolte da Bernardino de Sahagún restituiscono una diversa versione degli eventi, dato che la stragrande maggioranza delle vittime furono civili disarmati.

## Storia
Deciso a contrastare l'avanzata dei conquistadores verso la capitale, Montezuma avrebbe ordinato ai capi di Cholula di fermare gli spagnoli. L'esercito della città era piccolo, dato Cholula era una città sacra nota più per la vita religiosa che bellica. Secondo le cronache dei Tlaxcalteca, i sacerdoti della città contavano nel potere del dio Quetzalcoatl per fermare l'avanzata spagnola.
Cortés e i suoi uomini entrarono in città senza incontrare resistenza, anche se i leader di Cholula rifiutarono loro cibo e ospitalità. La Malinche avrebbe sentito dalla moglie di uno dei nobili locali che gli abitanti di Cholula li avrebbero massacrati nel sonno e, pur non avendo conferma del piano del nemico, Cortés decise di agire preventivamente, incoraggiato dai Tlaxcalan, storici nemici di Cholula.
Cortés accusò i capi della città di aver pianificato lo sterminio dei conquistadores, ma i nobili negarono categoricamente, affermando invece di avere ignorato gli ordini di Montezuma di fermare l'avanzata degli europei. La mattanza ebbe dunque inizio e i leader di Cholula furono massacrati dagli spagnoli. I conquistadores catturarono i due capi della città, i fratelli Tlaquiach e Tlalchiac, e ordinarono di dare alle fiamme Cholula.
Nelle sue lettere al re di Spagna, Cortés scrisse che le sue truppe (aiutate dai Tlaxcalteca) avevano ucciso tremila aztechi e bruciato la città. Un altro testimone, Vázquez de Tapia, affermò invece che il numero delle vittime raggiunse i trentamila; tuttavia, dato che le donne, i bambini e molti degli uomini aveva già abbandonato la città, è improbabile che il numero delle vittime fosse così elevato.
Secondo i Tlaxcalteca, gli spagnoli avrebbero compiuto la strage per vendicare i loro alleati aztechi, che avevano visto il loro ambasciatore Patlahuatzin torturato dagli abitanti di Cholula. Le fonti azteche invece incolpano i Tlaxcalteca, che avrebbero preferito che Cortés si dirigesse a Huejotzingo.